# Syndroom van Alagille
Het syndroom van Alagille is ook bekend onder de afkorting AGS (N.B.: er is ook nog een andere ziekte onder deze afkorting bekend: het adrenogenitale syndroom).
Het syndroom van Alagille is een complexe aandoening van een aantal orgaansystemen, voornamelijk de lever, het hart, de ogen, het gelaat en het skelet. De belangrijkste symptomen zijn die van cholestase (gepaard gaand met jeuk en geelzucht), herkenbaar aan weinig galwegen in een leverbiopt; aangeboren hartafwijkingen, vooral van de longarterieën, oogafwijkingen, een typische gelaatsvorm, en 'vlinderwervels'. Nierafwijkingen en afwijkingen aan het centraal zenuwstelsel komen ook voor. De mortaliteit is ongeveer 10% waarbij vaatproblemen in het centraal zenuwstelsel, hartziekte en leverziekte de belangrijkste doodsoorzaken zijn. De verschijnselen zijn ook binnen 1 familie zeer variabel. De ziekte is autosomaal dominant erfelijk. Nieuwe mutaties (sporadische gevallen) komen frequent voor. Als bekend is wat de aard van de afwijking in een familie is, is prenatale diagnostiek in principe mogelijk. Genetisch onderzoek louter om de diagnose te verifiëren bij iemand die aan de klinische criteria voldoet, heeft geen consequenties en wordt nog niet aanbevolen.

## Oorzaak
Nog niet volledig opgehelderd. Bij ca 70% van de patiënten zijn afwijkingen in een gen genaamd JAG1 aantoonbaar. Het gen ligt op chromosoom 20, locatie 20p12. Het codeert voor een eiwit, Jagged 1, dat op de celmembraan van sommige cellen wordt gevonden en dat een functie heeft bij signaaluitwisseling tussen cellen zowel tijdens de embryonale ontwikkeling als daarna.

## Behandeling
Het is niet mogelijk het syndroom van Alagille te genezen. Het is echter mogelijk dat de klachten verdwijnen als het kind ouder wordt.